# Front de gauche (Inde)
Pour les articles homonymes, voir Front de gauche et FDG (homonymie).
Le Front de gauche (FDG) est une coalition de partis politiques indiens de gauche particulièrement présente au Bengale-Occidental, au Kerala et au Tripura. Il comprend notamment le Parti communiste d'Inde (marxiste) et le Parti communiste d'Inde.
Lors des élections législatives indiennes de 2009, le Front de gauche a fait campagne allié à plusieurs partis régionaux au sein d'un Troisième Front opposé à l'Alliance progressiste unifiée et à l'Alliance démocratique nationale. En 2014, une telle alliance n'a pas pu être réalisée et le Front de gauche n'a fait élire que 10 députés.

Les gouvernements des États indiens par alliance :
… dirigé par le BJP
… dirigé par un allié du BJP
… dirigé par le Congrès
… dirigé par un allié du Congrès
… dirigé par le Front de gauche
… dirigé par un autre parti

## Bengale-Occidental
Au Bengale-Occidental, le Front de gauche a dirigé l'État pendant 34 ans, de 1977 à 2011, d'abord sous la direction de Jyoti Basu puis de Buddhadeb Bhattacharya (PCI(M). Il a été défait par le All India Trinamool Congress de Mamata Banerjee en 2011 puis de nouveau en 2016.
Pour les élections de 2016, le Front de gauche bengali était allié au Congrès.

## Kerala
Au Kerala, le Parti communiste d'Inde (marxiste) et le Parti communiste d'Inde sont alliés avec le Parti du congrès nationaliste et le Janata Dal (Secular) au sein du Front démocratique de gauche (Left Democratic Front, ഇടതുപക്ഷ ജനാധിപത്യ മുന്നണി, LDF). C'est l'une des deux principales coalitions qui alternent au pouvoir au Kerala depuis 1957, l'autre étant le Front démocratique uni dirigé par le Congrès.
Le Front démocratique de gauche a remporté les élections en 2016 et le ministre en chef de l'État est  Pinarayi Vijayan (PCI(M)).

## Tripura
Le Front de gauche est au pouvoir depuis 1993 au Tripura sous la direction de Dasarath Deb (1993-1998) puis Manik Sarkar (depuis 1998). 